# Olivier Schoenfelder
Olivier Schoenfelder (né le 30 novembre 1977 à Belfort, en Franche-Comté) est un patineur artistique français de danse sur glace. Avec sa partenaire Isabelle Delobel, ils sont devenus sextuples champions de France de 2003 à 2008, champions d'Europe en 2007 et champions du monde en 2008.

## Biographie

### Carrière sportive
Né à Belfort, sa mère l'emmène à la patinoire dès l'âge de 5 ans. Il patine avec une partenaire dès l'âge de 8 ans, puis avec Émeline Girod au sein du club de patinage de l'ASMB.
Lors d'un stage à Lyon, il rencontre Isabelle Delobel. À peine collégiens, ils s'installent alors dans la ville pour s'entraîner ensemble avec l'entraîneuse Lydie Bontemps de la patinoire Baraban. Le couple devient vice-champion du monde junior à Brisbane en 1996.
Olivier et Isabelle multiplient les aller-retours entre les États-Unis où ils s'entrainent avec Tatiana Tarassova, et Lyon où ils prennent comme entraineur Muriel Boucher-Zazoui. Ils finissent par s'installer définitivement avec cette dernière en 2002.
Leur première participation aux jeux olympiques d'hiver en 2002 est un échec relatif, avec une 16e place.
À partir de 2003, les titres s'accumulent. De 2003 à 2008, le couple est champion de France. En 2006, ils finissent 4e des jeux olympiques de Turin, à 2/10e de points de la 3e place, puis sont champions d'Europe en 2007 et champions du monde en 2008.
En 2009, Isabelle Delobel se blesse, puis tombe enceinte. Le couple déclare alors forfait pour de nombreuses compétitions, préférant préparer les jeux Olympiques de Vancouver. Ils y termineront 6e, et prendront alors leur retraite sportive.

### Reconversion
Il est entraîneur à Lyon à la patinoire Charlemagne.

### Famille
Il vit à Lyon avec son épouse et ses deux fils Gabriel et Camille.

## Palmarès

### AvecIsabelle Delobel
| Compétition                         | 1995    | 1996    | 1997    | 1998    | 1999    | 2000    | 2001    | 2002    | 2003    | 2004    | 2005    | 2006    | 2007    | 2008    | 2009    | 2010    |
| Jeux olympiques d'hiver             |         |         |         |         |         |         |         | 16e     |         |         |         | 4e      |         |         |         | 6e      |
| Championnats du monde               |         |         |         | 18e     | 14e     | 11e     | 13e     | 12e     | 9e      | 6e      | 4e      | 5e      | 4e      | 1er     | F       |         |
| Championnats d'Europe               |         |         |         | 15e     | 12e     | 9e      | 10e     | F       | 7e      | 4e      | 3e      | 4e      | 1er     | 2e      | F       | F       |
| Championnats de France              |         |         | 4e      | 4e      | 3e      | 2e      | 2e      | A       | 1er     | 1er     | 1er     | 1er     | 1er     | 1er     | F       | F       |
| Championnats du monde juniors       | 4e      | 2e      |         |         |         |         |         |         |         |         |         |         |         |         |         |         |
|                                     |         |         |         |         |         |         |         |         |         |         |         |         |         |         |         |         |
| Grand Prix ISU                      | 1994/95 | 1995/96 | 1996/97 | 1997/98 | 1998/99 | 1999/00 | 2000/01 | 2001/02 | 2002/03 | 2003/04 | 2004/05 | 2005/06 | 2006/07 | 2007/08 | 2008/09 | 2009/10 |
| Finale du Grand Prix                |         |         |         |         |         |         |         |         |         | 5e      | 6e      | 6e      | 4e      | 3e      | 1er     |         |
| Skate America                       |         |         |         |         |         |         |         |         |         | 3e      |         | 2e      |         |         | 1er     |         |
| Skate Canada                        |         |         |         |         | 7e      | 3e      |         | 3e      |         |         | 4e      |         |         |         |         |         |
| Coupe d'Allemagne                   |         |         |         |         |         |         | 5e      |         |         |         |         |         |         |         |         |         |
| Coupe de Chine                      |         |         |         |         |         |         |         |         |         | 3e      |         |         |         |         |         |         |
| Trophée de France                   |         |         | 7e      | 6e      | 7e      | 7e      | 5e      | 5e      | 2e      | 3e      | 3e      | 2e      | 2e      | 1er     | 1er     | F       |
| Coupe de Russie                     |         |         |         |         |         |         |         |         |         |         |         |         | 3e      |         |         |         |
| Trophée NHK                         |         |         |         | 8e      |         |         |         |         | 4e      |         | 3e      |         |         | 1er     |         |         |
| Légende : F = Forfait ; A = Abandon |         |         |         |         |         |         |         |         |         |         |         |         |         |         |         |         |